# Kundalini
Kundalini är sanskrit och kommer av kunda (djup) och kundali (ihoprullad) och härstammar från indisk mystik och ayurvedisk alternativmedicin, syftande på en central, subtil kroppslig energifunktion och yogametodik. 

## Om kundalini och användningar
Begreppet är centralt inom den hinduistiska mystiken där kundalini är en gudinna (sanskrit shakti), med den kvinnliga kraften Ida (vänster) och den manliga kraften Pingala (höger) och symboliseras av en orm med två svansar.
Kundalini-gudinnan ligger sovande i kroppens nedersta chakra, Muladhara, vid svanskotan. Genom att rensa kroppens kanaler kan hon väckas till liv. Detta sker bland annat genom yogaövningar så som andningskontroll, mental koncentration och användning av mantran. Sedan pressas kundalini-kraften uppåt som en orm genom resterande chakran för att slutligen förenas med guden Shiva i hjässan, kroppens översta chakra, Sahasrara. Detta anses i sammanhanget som den högsta uppnådda verklighetsnivån och målet med kundalini-yogan. Tillståndet kan bli permanent redan här i livet. En person som nått hit kallas jivanmukta och betraktas som frälst, det vill säga att det individuella självet, atman, nu är förenat med världsjälen, brahman. Om kundalini-kraften inte pressas uppåt kan den istället gå nedåt i form av sexuell energi, bland annat som del i tantriskt sex.
Kundalini omnämns i Rigveda, som är en av de tidigaste Vedaskrifterna. Från början lärdes kundalini-yoga ut i små, slutna sällskap. Kunskap och tekniker överfördes från mästare till elev i stor hemlighet. Först i slutet av 1960-talet började hemlighetsmakeriet lösas upp (för västerlänningar). I vissa sammanhang används kundalini också i en särskild terapiform för inre rening och balansering, kundaliniterapi.

## Risker med kundalini
I den psykiatriska litteraturen skriver Turner et al att många människor har upplevt psykiska problem i samband med sådana övningar. Bland dessa psykiska problem finns "kundalini-vaknande". Forskare inom området transpersonell psykologi, och nära-dödenupplevelser beskriver ett komplext mönster av sensoriska, motoriska, mentala och affektiva symtom associerade med begreppet kundalini, som ibland kallas Kundalinisyndromet.

## Energibegreppet
Den åsyftade energin tillhör begreppet "andlig energi" som del av en andlig kosmologi och skiljer sig från gängse energibegrepp som används inom sedvanlig naturvetenskap . Inom akademisk naturvetenskap anses normalt inga belägg finnas för att dessa former av energi över huvud taget existerar, vilket kan medföra kommunikationsproblem vid kundalinipraktiserandes sjukvårdskontakter.